# بیکر ریج (ویرجینیای غربی)
بیکر ریج (به انگلیسی: Baker Ridge) یک منطقهٔ مسکونی در ایالات متحده آمریکا است که در شهرستان مونونگالیا، ویرجینیای غربی واقع شده‌است. بیکر ریج ۳۵۳٫۸۸ متر بالاتر از سطح دریا واقع شده‌است.